# 普洛斯克 (沙齊克區)
51°27′26″N 24°0′56″E / 51.45722°N 24.01556°E
普洛斯克（烏克蘭語：Плоске），是烏克蘭的村落，位於該國西部沃倫州，由科韋利區負責管轄，面積0.32平方公里，海拔高度164米，2001年人口148，人口密度每平方公里458.2人。